# Calisoga longitarsis
Espèce
Synonymes
- Brachythele longitarsis Simon, 1891

Calisoga longitarsis est une espèce d'araignées mygalomorphes de la famille des Nemesiidae.

## Distribution
Cette espèce est endémique de Californie aux États-Unis,.

## Description
Le mâle holotype mesure 15 mm.

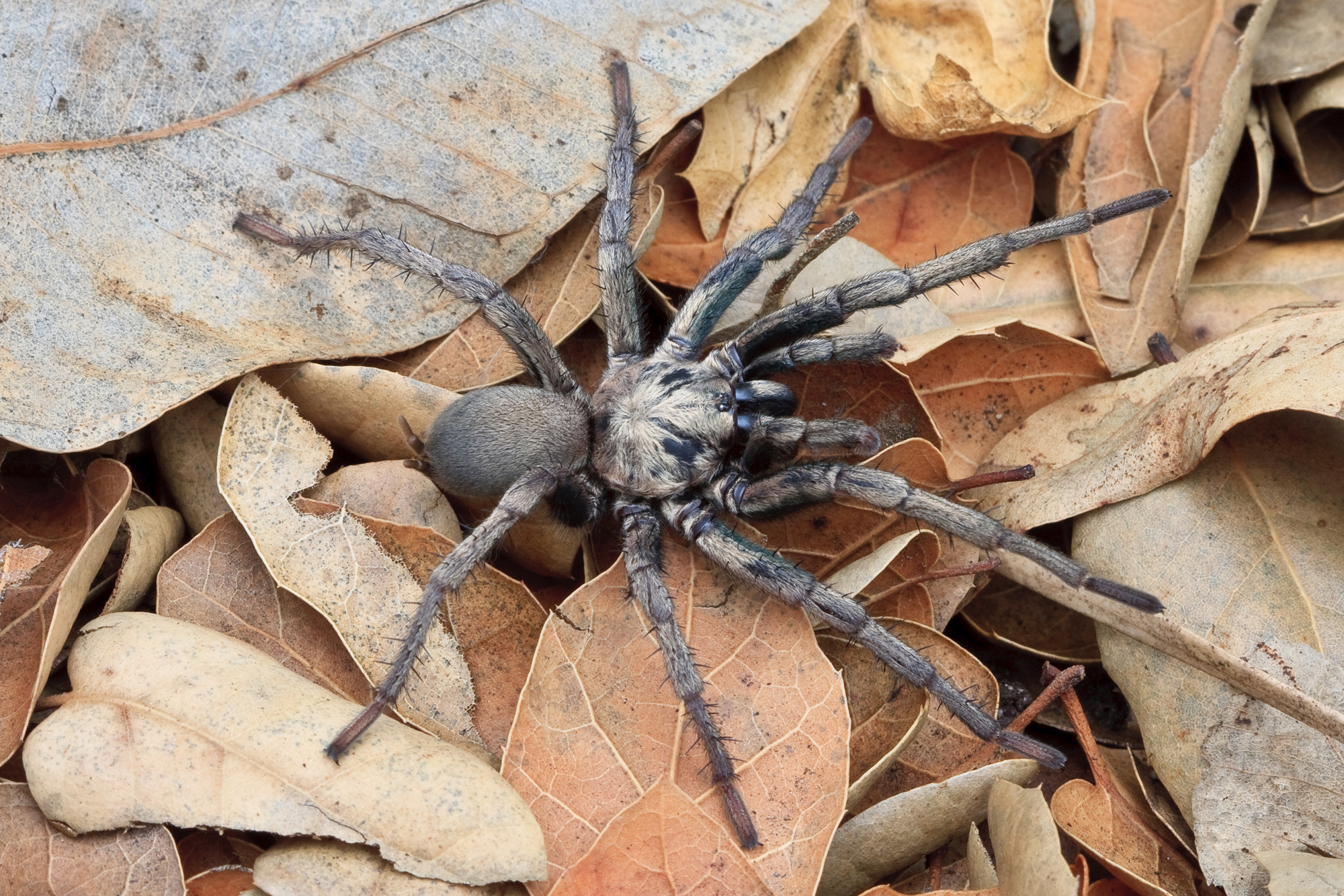
Calisoga longitarsis

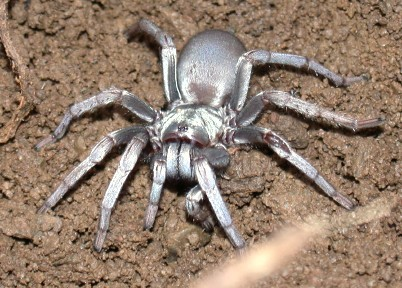
Calisoga longitarsis

La femelle décrit par Simon en 1891 mesure 19 mm.

## Systématique et taxinomie
Cette espèce a été décrite sous le protonyme Brachythele longitarsis par Simon en 1891. Elle est placée dans le genre Calisoga par Leavitt, Starrett, Westphal et Hedin en 2015.

## Publication originale
- Simon, 1891 : Études arachnologiques. 23e Mémoire. XXXVIII. Descriptions d'espèces et de genres nouveaux de la famille des Aviculariidae. Annales de la Société entomologique de France, vol. 60, p. 300-312 (texte intégral).